# Observatoire mondial de lutte contre la piraterie
Pour les articles homonymes, voir WAPO.
L’Observatoire mondial de lutte contre la piraterie (en anglais, World Anti-Piracy Observatory ou WAPO) est un programme lancé en 2010 par l’Organisation des Nations unies pour l'éducation, la science et la culture (UNESCO).
L’Observatoire est une plateforme en ligne destinée à fournir des informations complètes et mises à jour relatives aux politiques et mesures de lutte contre la piraterie mises en œuvre par les États membres de l’UNESCO. 

## Origine
Au cours de sa 13e session en 2005, les membres du Comité intergouvernemental de la Convention universelle sur le droit d’auteur ont estimé que l’UNESCO pourrait contribuer efficacement à la lutte contre la piraterie en créant une plateforme dédiée à la sensibilisation et à l’échange d’information.
L'Observatoire mondial de lutte contre la piraterie, lancé pour une période expérimentale de 12 mois, est une plateforme en ligne offrant les informations et les meilleures pratiques relatives aux nombreux moyens, législatifs et non législatifs, de lutte contre la piraterie.
L'Observatoire a bénéficié de la collaboration précieuse de plus de 100 États membres de l’UNESCO qui ont répondu au questionnaire envoyé par le Secrétariat en décembre 2008 et fourni des informations détaillées sur leurs politiques et mesures nationales de lutte contre la piraterie, leurs meilleures pratiques et leurs outils de sensibilisation et de renforcement des capacités.
L'Observatoire mondial de lutte contre la piraterie prend pleinement en compte la diversité des situations nationales et régionales et ne vise pas à établir un standard unique. Son principal objectif est de rendre accessibles des données et informations complètes, mises à jour et impartiales concernant les politiques, mesures et mécanismes  législatifs, administratifs et non législatifs de lutte contre la piraterie.

## Activités
L'Observatoire est structuré sur la base de fiches pays, décrivant les mesures et politiques nationales de lutte contre la piraterie dans les États membres. 100 fiches pays sont actuellement accessibles librement et téléchargeables gratuitement.
L'Observatoire fournit également:
- un recueil de textes législatifs relatifs au droit d’auteur et à la lutte contre la piraterie ;
- actualités et événements relatifs à la lutte contre la piraterie dans le monde ;
- des informations sur les meilleures pratiques en matière de lutte contre la piraterie ;
- des outils de sensibilisation et de renforcement des capacités librement accessibles et à télécharger gratuitement.

L'Observatoire mondial de lutte contre la piraterie est un outil précieux pour les autorités nationales soucieuses d’améliorer les politiques et dispositifs législatifs de leur pays. C'est également un outil de référence utile pour les auteurs, créateurs et autres titulaires de droits qui souhaitent faire respecter leurs droits à l'étranger.
L'Observatoire est accessible au public gratuitement. Il peut être consulté en anglais, français et espagnol.